# آرون موی
آرون فرانک موی (انگلیسی: Aaron Frank Mooy؛ زادهٔ ۱۵ سپتامبر ۱۹۹۰) بازیکن فوتبال اهل استرالیا است.
از باشگاه‌هایی که در آن بازی کرده‌است می‌توان به بولتون واندررز، سنت میرن، وسترن سیدنی واندررز، ملبورن سیتی، منچستر سیتی، هادرزفیلد تاون و برایتون اند هوو آلبیون اشاره کرد.
وی همچنین در تیم ملی فوتبال استرالیا بازی کرده‌است.